# Sint-Vincentius a Paulokerk (Anderlecht)
De Sint-Vincentius a Paulokerk is een rooms-katholiek kerkgebouw in de Anderlechtse wijk Scheut, gelegen aan Ninoofsesteenweg 369. De kerk, pastorie en bijgebouwen zijn omgebouwd tot een tienerschool met als inrichtende macht Sint-Goedele vzw die van start ging in het schooljaar 2018-2019.

## Geschiedenis
Hier bevond zich de kapel van Onze-Lieve-Vrouw van Gratie, van 1450-1455 gebouwd in opdracht van Karel de Stoute. In 1865 werd de Congregatie van het Onbevlekt Hart van Maria (Scheutisten) opgericht, een missiecongregatie die zich te Scheut vestigde. Deze bouwde een klooster met kapel, en een school, gefinancierd door bankier Emile Stinglhamber.
In 1894 werd ook een parochie opgericht. In 1902 kreeg deze het eigendom van een voorlopige kapel waarvan in 1905 de gevel werd verbouwd. Dit betrof een neogotisch bouwwerk. Van 1936-1937 werd een nieuwe, grotere, kerk gebouwd. Architect was Joseph Smolderen (1889-1973). Tijdens de Tweede Wereldoorlog moesten de klokken onder de grond worden verstopt om bij de bevrijding, op 4 september 1944, weer uit de grond tevoorschijn te komen.
De kerk is een groot bakstenen gebouw, uitgevoerd in art-decostijl met zware natuurstenen ornamenten en een losstaande hoge vierkante toren, gedekt met zadeldak. De zware ingangspartij wordt geaccentueerd door twee in symmetrie aangebouwde traptorens.
De oude kapel, aangebouwd aan de kerk, werd in 1974 gesloopt. Tien jaar later ondergingen de kloostergebouwen hetzelfde lot en werd de congregatie gehuisvest in een kleiner en moderner complex.